# Oswald von Frühbuss
Paul Heinrich Friedrich Oswald von Frühbuss (geboren am 4. Februar 1839 in Malmedy; gestorben am 5. November 1899 auf Schloss Wallerode in Wallerode; preußischer Adelsstand vom 18. Oktober 1861) war von 1883 bis 1888 preußischer Landrat des Kreises Malmedy.

## Leben

### Herkunft und militärische Laufbahn
Als Sohn des Offiziers und Landrats des Kreises Malmedy Ernst von Frühbuss trat Oswald von Frühbuss am 1. Juli 1858 als Avantageur in das rheinische Kürassier-Regiment Nr. 8 in Deutz bei Köln ein. Am 10. Juli 1865 verließ er die Deutzer Kürassiere im Range eines Sekondeleutnant. Im Folgejahr zum Premier-Lieutenant ernannt, schied er 1880 als Rittmeister aus dem Preußischen Militärdienst. Oswald von Frühbuss nahm am Deutschen Krieg von 1866 und am Deutsch-Französischen Krieg von 1870/1871 aktiv teil.

### Landrat des Kreises Malmedy
Nachdem Frühbuss als Großgrundbesitzer bereits 1869 zum Kreisdeputierten im Kreis Malmedy gewählt worden war, wurde ihm am 7. Juni 1883 und in der Nachfolge des zum 1. Juni 1883 zum kommissarischen Landrat des Obertaunuskreises ernannten Bernhard Freiherr von der Heydt, ebenfalls zunächst kommissarisch, die Verwaltung des Landratsamtes Malmedy übertragen. Nach der Präsentationswahl vom 9. September 1884 erhielt er mit Allerhöchster Kabinettsorder vom 27. Januar 1885 die definitive Bestallung als Landrat. Seine formelle Amtseinführung folgte am 4. März 1885.
Frühbuss versah das Amt danach nur noch lediglich fünf Jahre. Auf Gesuch vom 18. Oktober trat er mit Dimissoriale vom 17. Dezember zum 31. Dezember 1888 in den Ruhestand. Seitens des Preußischen Königs wurde er mit dem Roten Adler-Orden 4. Klasse ausgezeichnet. Parteipolitisch war Frühbuss konservativ orientiert.

## Familie
Der Katholik Oswald von Frühbuss heiratete am 10. Juni 1880 in Wiesbaden Anna Maria Bertha Nicolai (geboren am 18. September 1856 in Eupen; gestorben am 6. Juni 1920 auf Schloss Wallerode), eine Tochter des Rentners Gustav Nicolai und dessen Ehefrau Bertha Nicolai, geborene Gräfin von Lousade.